# Gedung Biara
Gedung Biara is een bestuurslaag in het regentschap Aceh Tamiang van de provincie Atjeh, Indonesië. Gedung Biara telt 951 inwoners (volkstelling 2010).